# بزرگراه امام علی (مشهد)
بزرگراه امام علی مشهد به طول ۷٫۵ کیلومتر تقاطع غیرهمسطح قائم را به تقاطع آزادگان متصل می‌کند. این بزرگراه نقشی کلیدی در اتصال مرکز به غرب مشهد دارد و در طول آن یک تقاطع غیرهمسطح (میدان امام علی) وجود دارد و در انتها به بزرگراه چراغچی می‌پیوندد. بزرگراه امام علی در محدوده طرح ترافیک نمی‌باشد. خیابان‌ها و میدان‌ها مهم: در این مسیر بلوار شریعتی، بلوار شهید رفیعی، شهید ستاری، بلوار شاهد، بلوار دانشجو، بلوار شهید فلاحی، ادیب نیشابوری جنوبی قرار دارد. در میدان امام علی به بلوار امامیه و بلوار سید رضی می‌رسد. پس از میدان به بلوار حجاب و جلال آل احمد و بلوار اندیشه راه دارد.